# Crepis pygmaea
Espèce
Classification APG III (2009)
Crepis pygmaea, la Crépide naine ou le Crépis nain, est une espèce de plantes à fleurs dicotylédones de la famille des Astéracées.

## Description

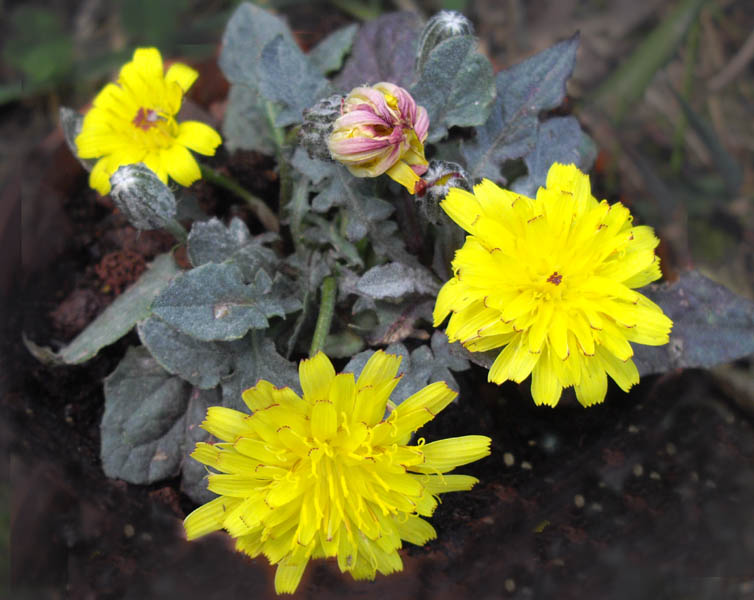
Crépis nain.

Petite plante vivace (3 à 15 cm), grise, cotonneuse car recouverte de nombreux poils fins, les feuilles sont divisées en lobes très inégaux (chez les feuilles supérieures, le lobe terminal est grand tandis que chez les inférieures, il est plus petit et triangulaire).
Les fleurs jaunes, nombreuses, sont serrées en un capitule entouré de longues bractées vertes, effilées. Les tiges, frêles, rampent entre les cailloux pour arrimer la plante à son substrat instable.

## Habitat
La Crépide naine se plaît dans les éboulis non stabilisés siliceux ou schisteux à une altitude variant de 1 600 à 3 000 m où elle fleurit en juillet et août. Dans le parc national du Mercantour, on peut la trouver entre 1 700 et 2 600 m.

## Distribution
Montagnes du sud-ouest européen.

## Sous-espèce
Selon NCBI (2 nov. 2010) :
- Crepis pygmaea subsp. anachoretica